# Харитоново (Шуйский район)
Харитоново — деревня в Шуйском районе Ивановской области. Входит в Остаповское сельское поселение.

## География
Находится в 45 км от Иваново.

## Население
| 1859 | 1905 | 2010 |
| ---- | ---- | ---- |
| 467  | ↘423 | ↘241 |

## История
По данным Центрального статистического комитета Министерства внутренних дел Российской империи, опубликованным в «Списках населённых мест Владимирской губернии по сведениям 1859 года», в деревне Харитоново числилось 56 дворов, жителей мужского пола 215 чел, женского пола 252 чел.. Через 45 лет — по данным 1905 года в деревне значится 81 двор.